# Осинський район (Іркутська область)
Осинський район (рос. Осинский район, бур. Оhын аймаг) — адміністративно-територіальна одиниця (муніципальний район) Іркутської області Сибірського федерального округу Росії. Входить до складу Усть-Ординського Бурятського округу. 
Адміністративний центр - село Оса.

## Географія
Осинський район розташований в півдні центральної частини Іркутської області, його територія відноситься до лісостеповій зоні. Площа району - 4400 км², лісом зайнято 76% його території.
Межує на півдні та південному заході з Боханським, на заході з Нукутським, на північному заході і півночі з Усть-Удинським, на північному сході з Жигаловським, на сході з Качугським районами області.

## Економіка
Основна галузь промисловості - лісова. Переробка сільськогосподарської продукції - вид діяльності харчової промисловості району.
У сільському господарстві розвинені землеробство та тваринництво.